# Аляскинский морской национальный заповедник
Аляскинский морской национальный заповедник (англ. Alaska Maritime National Wildlife Refuge) — резерват дикой природы, протянувшийся узкой дугой от юго-восточной до северо-западной Аляски (США).

## Описание
Заповедник был основан 2 декабря 1980 года путём объединения уже существующих одиннадцати небольших разрозненных охранных зон, общей площадью около 12 000 км², к которым прибавили ещё около 7600 км², и таким образом ныне он занимает площадь 19 600 км², из которых 10 560 км² являются так называемыми дикими землями, то есть нетронутыми человеком. Северная оконечность заповедника — мыс Лисберн одноимённого полуострова, южная — гряда Алеутских островов (почти в полном составе, включая многие отдельно лежащие в Беринговом море острова), на востоке включает в себя часть полуострова Аляска и южное побережье штата. Заповедник состоит из примерно 2400 островов, островков, скал, рифов, на которых гнездится огромное количество морских птиц; большое количество китов, тюленей, морских львов, моржей — всего около 40 миллионов животных, некоторые виды являются эндемиками заповедника. Администрация заповедника расположена в городе Хомер.

## Структура

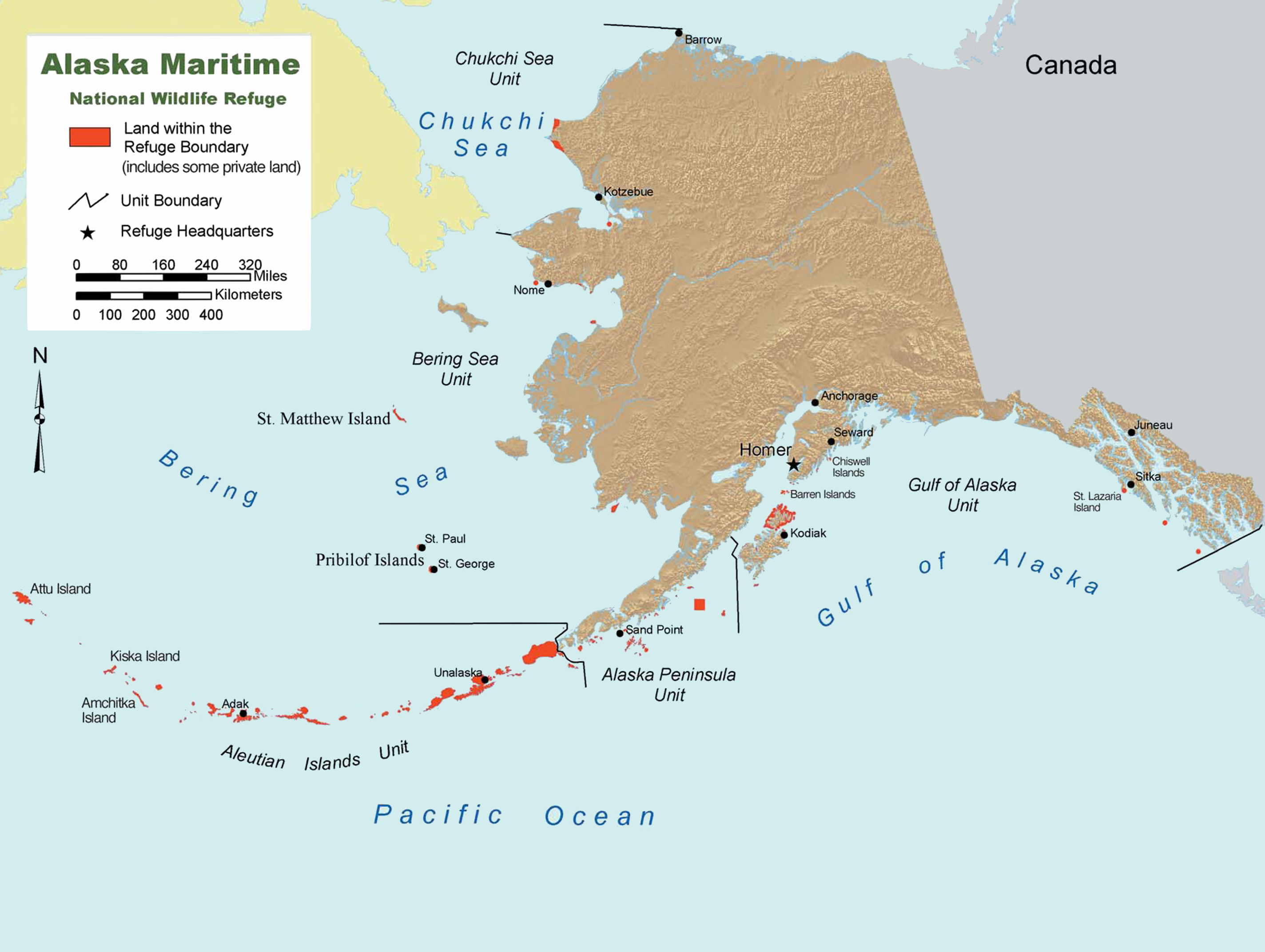
Карта заповедника

Территориально заповедник разделён на пять частей. С востока по часовой стрелке:
Залив Аляска
- Saint Lazaria Wilderness[англ.] на острове Сент-Лазария
- Hazy Islands Wilderness[англ.] на островах Хэзи
- Forrester Island Wilderness[англ.] на островах Форрестер, Лоури и Вульф-Рок
- Острова Баррен
- Tuxedni Wilderness на островах Чисик, Дак и Эгг
- Остров Мидлтон
- Чисуэльские острова
- Острова Троицы

Полуостров Аляска
- Остров Сутвик
- Semidi Wilderness на островах Семиди и др.
- Simeonof Wilderness на острове Семёнова

Алеутские острова
Почти все острова гряды от Унимака на востоке до Атту на западе.
- Aleutian Islands Wilderness[англ.]
- Bogoslof Wilderness на острове Богословский

Берингово море
- Остров Гагемейстера
- Острова Прибылова
- Bering Sea Wilderness на островах Святого Матвея, Холл и Пиннакл
- Остров Бесборо
- Остров Следж
- Остров Кинг

Чукотское море
- Chamisso Wilderness[англ.] на островах Чамиссо и Паффин
- Мыс Томпсон
- Мыс Лисберн